# Draaimolen (Avonturenpark Hellendoorn)
Draaimolen is een draaimolen in het Nederlandse attractiepark Avonturenpark Hellendoorn.

## Geschiedenis
De attractie is gebouwd in 1945 en staat sinds 1993 in het themagebied Dreumesland. De attractie is vermoedelijk gebouwd door Zamperla. In de attractie nemen kinderen plaats in een karretjes in de vorm van een paard of een koets die rondjes om de as rijdt.
Afbeeldingen
 · Lijst van attracties